# Кардин, Бен
Бенджамин Луис (Бен) Кардин (англ. Benjamin Louis Cardin; род. 5 октября 1943, Балтимор, Мэриленд) — американский политический и государственный деятель, член Демократической партии. Сенатор США от штата Мэриленд (2007—2025).

## Биография
Предки Кардина были еврейскими иммигрантами из России и носили фамилию Кардонские. Окончил Университет Питтсбурга (1964) и получил степень бакалавра в области права в Университет Мэриленда в Балтиморе (1967).
В 1979—1986 годах — член Палаты представителей Мэриленда.
В 1987—2007 годах — конгрессмен.
В 2006 году избран в Сенат США.

## Дело Hermitage Capital
В России известен острой реакцией на коррупционный скандал, связанный с фондом Hermitage Capital. В частности, Кардин предложил запретить въезд в США для российских чиновников, причастных к скандалу и смерти юриста фонда С. Л. Магнитского. 26 апреля 2010 года Кардин обратился с соответствующим заявлением к госсекретарю Хиллари Клинтон с приложением списка имён. Список содержит 60 фамилий чиновников МВД, ФСБ, ФНС, Арбитражного суда, Генеральной прокуратуры и ГУИН, а также краткое описание роли каждого из указанных лиц в деле Hermitage Capital.
Бен Кардин и старший член бюджетного комитета Палаты представителей С. Левин выступали против отмены поправки Джексона — Вэника. Они хотели увязать торговлю с Россией и соблюдение прав человека в России. В итоге Россия в ВТО вступила, поправка Джексона — Вэника была отменена, но принят закон Магнитского.